# 杨玉文 (1956年)
杨玉文（1956年8月—），男，山东新泰人。中国人民解放军中将。

## 生平
杨玉文曾任济南军区陆军第二十集团军副政委。2006年，晋升少将军衔。2007年，任济南军区政治部副主任。楊在济南军区任內與李洪程中将、曾庆祝少将、袁家新少将、曹建新少将一同協助寶豐縣公安部門處理抓捕持搶逃犯 ，2008年，任陆军第二十集团军政委。2012年12月，任广州军区副政委。
2014年7月，晋升中将军衔。2016年9月前，任南部战区副政委、政治工作部主任。现任广州军区善后办主任。